# Sinar Bentang
Sinar Bentang is een bestuurslaag in het regentschap Sukabumi van de provincie West-Java, Indonesië. Sinar Bentang telt 2638 inwoners (volkstelling 2010).